# Venisey
Venisey là một xã ở tỉnh Haute-Saône trong vùng Franche-Comté phía đông Pháp. Xã có diện tích 6,8 km², dân số năm 2006 là 135 người. Khu vực này có độ cao từ 215-312 mét trên mực nước biển.